# Adolf Hirémy-Hirschl

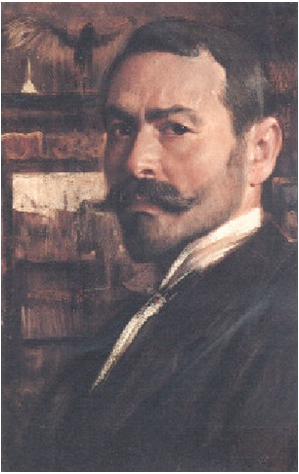
Selbstporträt Adolf Hirémy-Hirschl

Adolf Hirémy-Hirschl (* 31. Januar 1860 in Temeswar, Kaisertum Österreich; † 1933 in Rom, Königreich Italien; eigentlich Adolf Hirschl) war ein ungarischer Maler.

## Leben
Adolf Hirschl war jüdischer Herkunft. Er kam schon als Kind nach Wien, wo er von 1874 bis 1882 an der Akademie der bildenden Künste Wien studierte. Mit einem Stipendium von 3000 Kronen reiste er durch Ägypten und besuchte erstmals Rom (1882–1884), wo er Mitglied des Deutschen Künstlervereins war, von 1913 bis 1915 Vorsitzender desselben. Hirschl erhielt zahlreiche Preise bei Ausstellungen in Wien, darunter 1891 den Kaiser-Preis und 1898 die Große Goldene Staatsmedaille. 1901 erhielt er auf der Großen Berliner Kunstausstellung eine kleine Goldmedaille. In den 90er Jahren hatte er eine Affäre mit einer verheirateten Dame der Wiener Gesellschaft, Isabella Henriette Victoria Ruston, verheiratete Schön, die einiges Aufsehen erregte. Die Angelegenheit endete mit ihrer Scheidung 1898 und der anschließenden Hochzeit mit Hirschl. Gemeinsam hatte das Paar eine Tochter, Maud. Durch den Skandal über die Wiener Gesellschaft verärgert, nahm Hirschl wieder seine ungarische Staatsbürgerschaft an und änderte seinen Namen 1899 in Hirémy-Hirschl. Er verließ Wien und ließ sich in Rom nieder, wo er 1904–1908 an den Ausstellungen der Amatori e Cultori di Belle Arti teilnahm.

## Leistung
Hirémy-Hirschl war Historienmaler. Er war vor Klimts Gründung der Sezession mit diesem befreundet. In Gegensatz zu diesem verharrte er aber bei einer akademischen Malweise. Seine Themen waren oft großformatige Historienbilder a la Karl von Piloty aus der antiken Mythologie und Geschichte, wie Hannibals Marsch über die Alpen, Einfall der Vandalen in Rom oder Die Pest in Rom, mit denen er zur Zeit der Jahrhundertwende großen Erfolg hatte. In Rom malte er auch Mittelmeerlandschaften und Porträts.

## Werke (Auswahl)

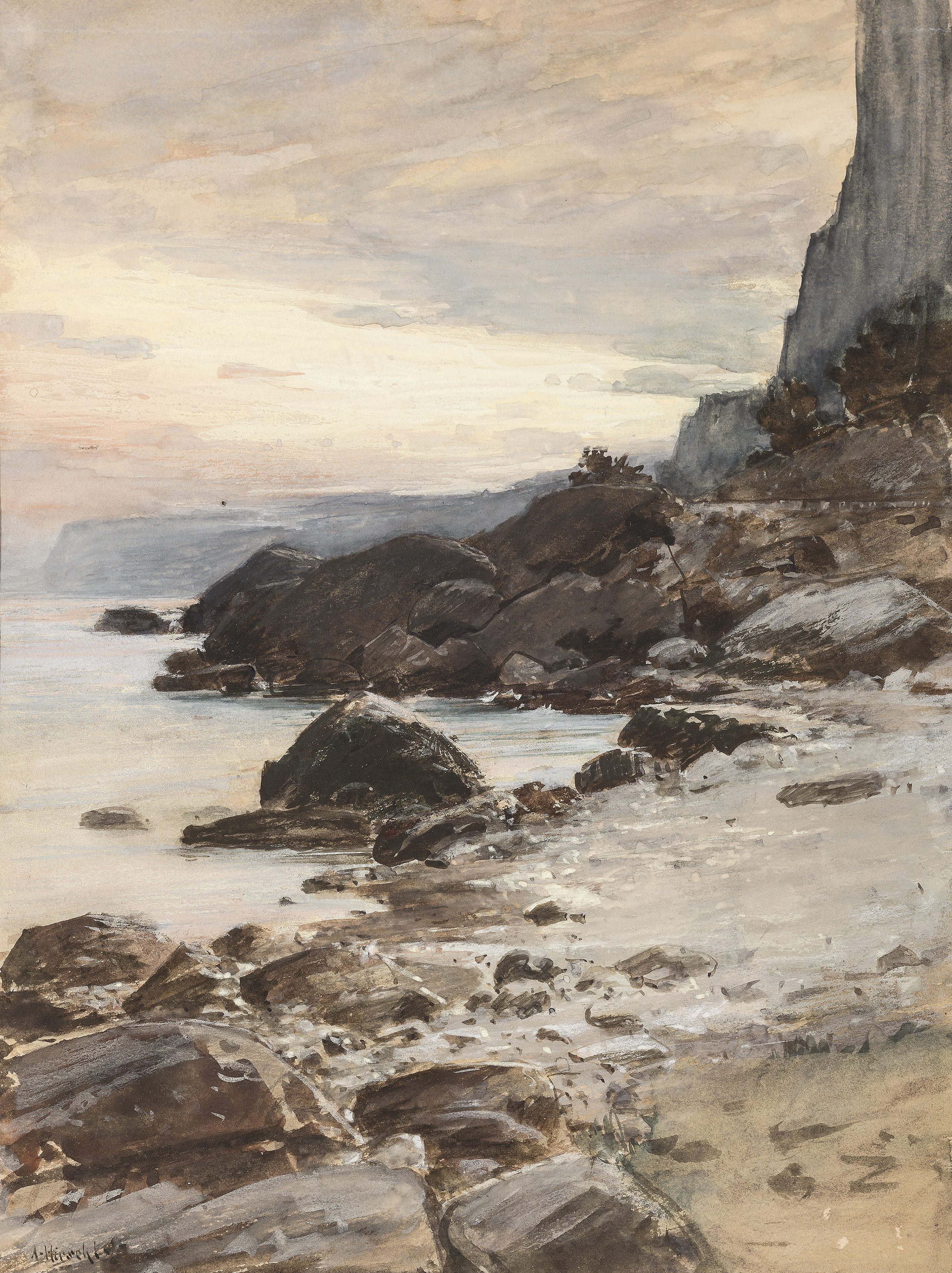
Südliche Küste, um 1890
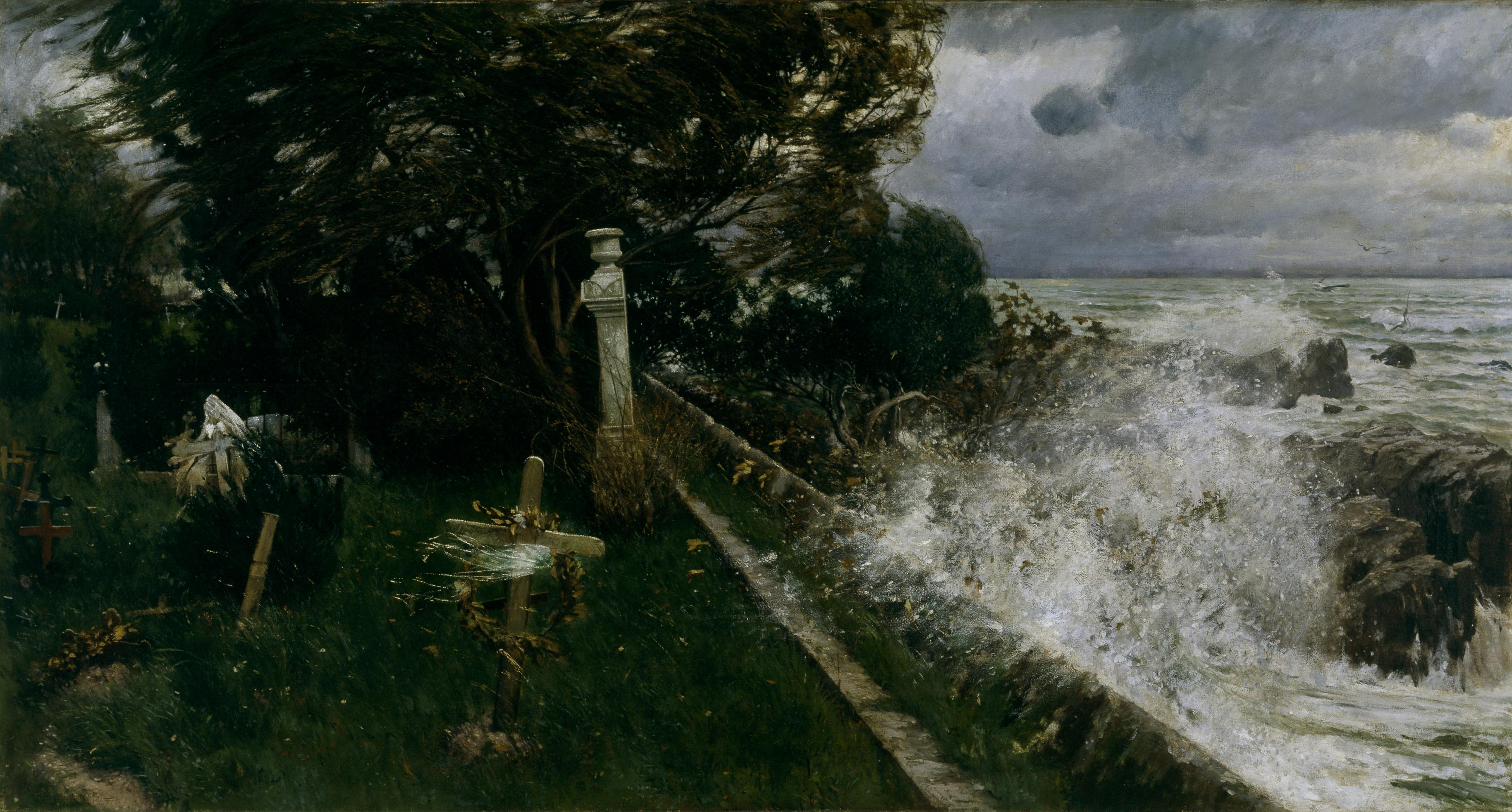
Friedhof am Meer, 1897
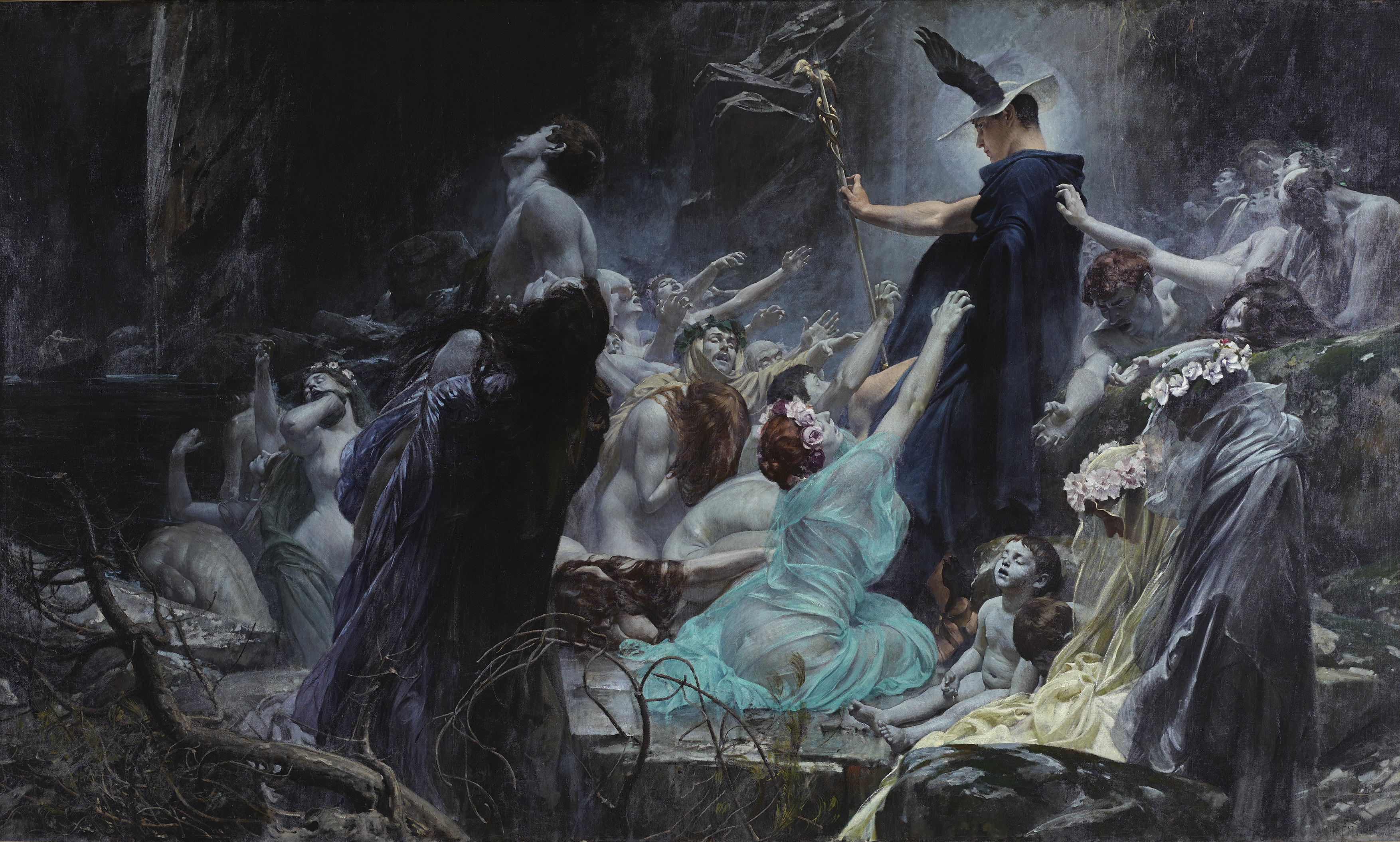
Die Seelen des Acheron, (Wien, Österreichische Galerie), 1898, Öl auf Leinwand
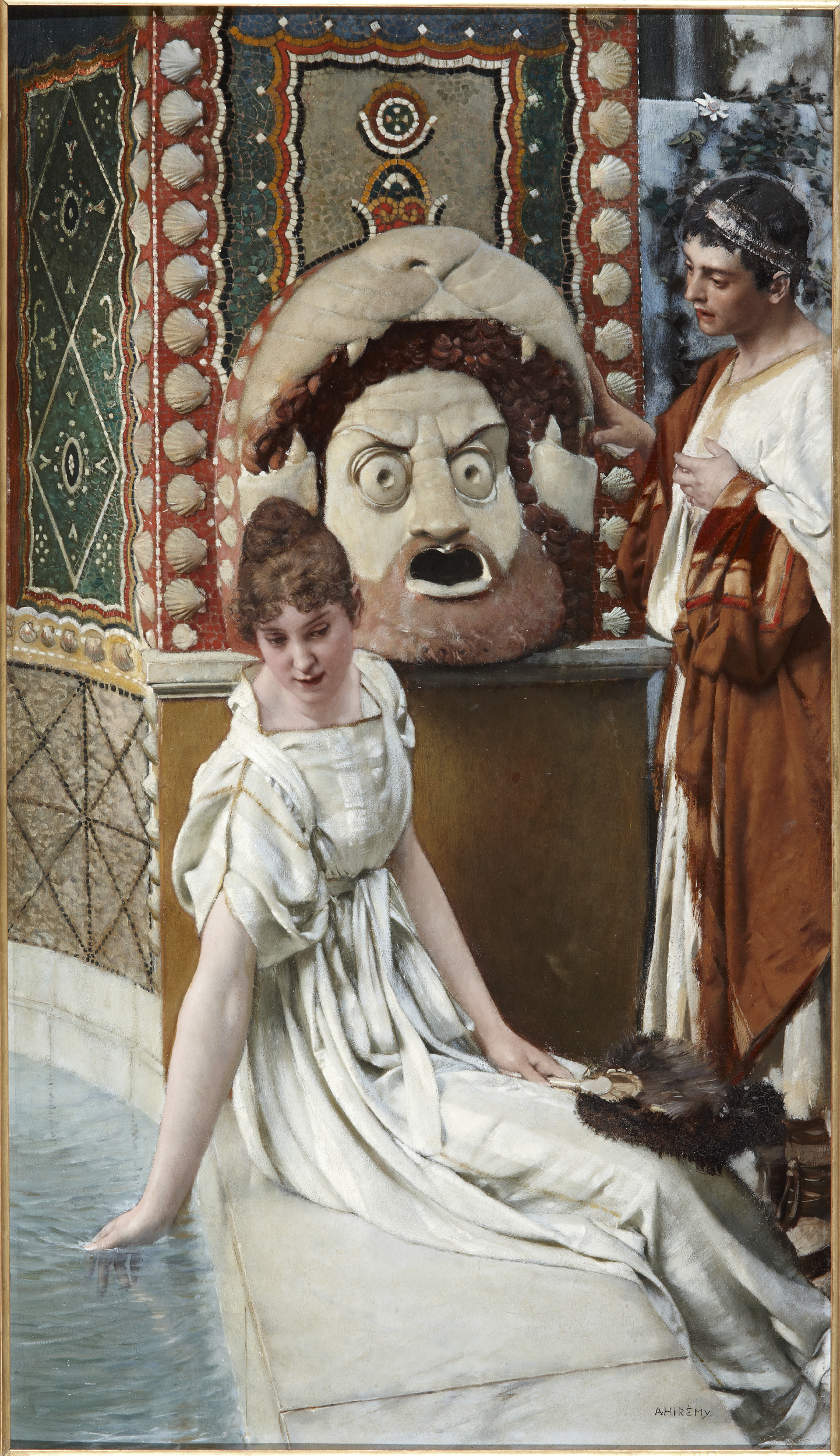
Der einzige Zeuge, um 1898
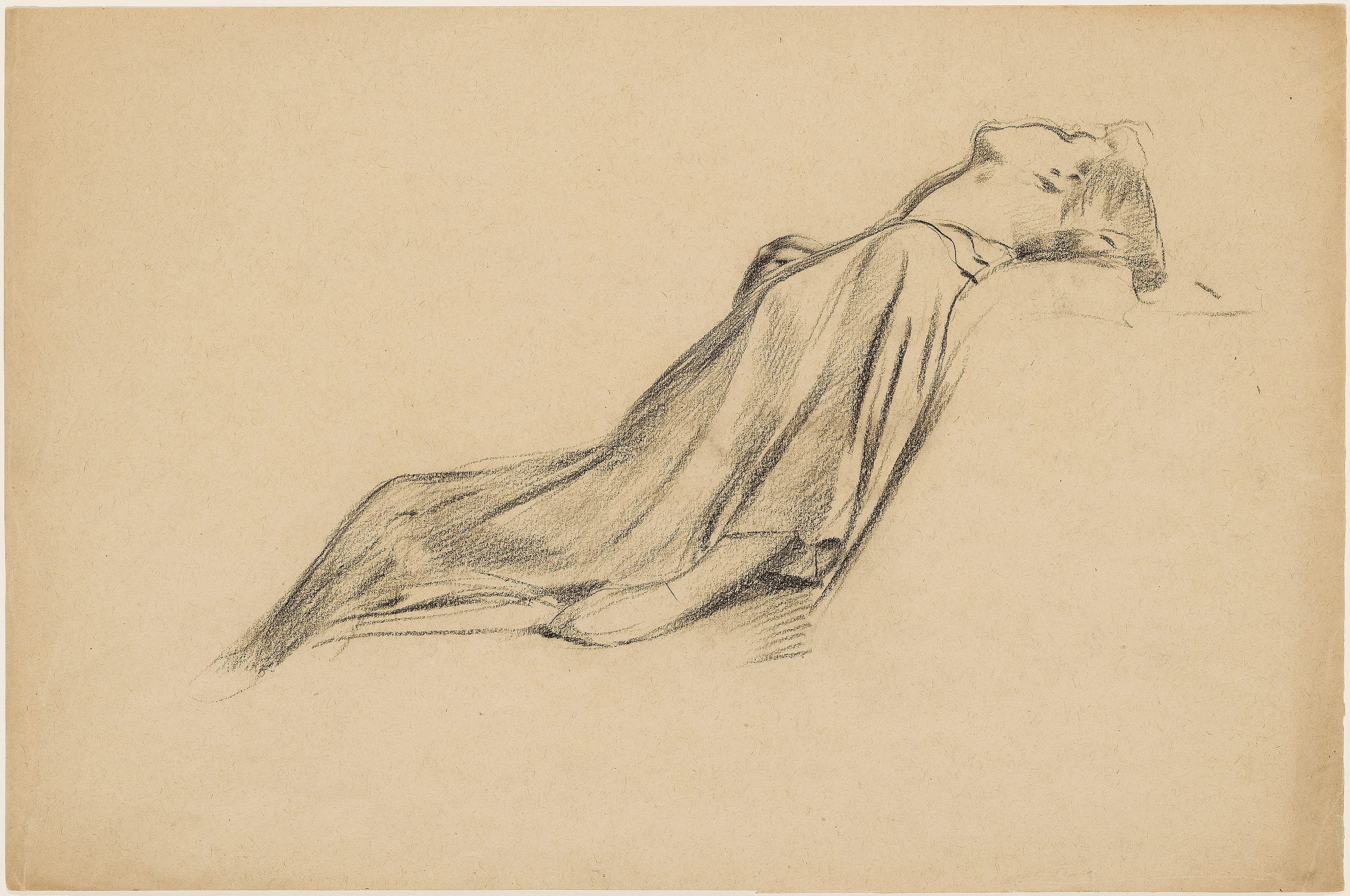
Heilige Cäcilie, um 1898
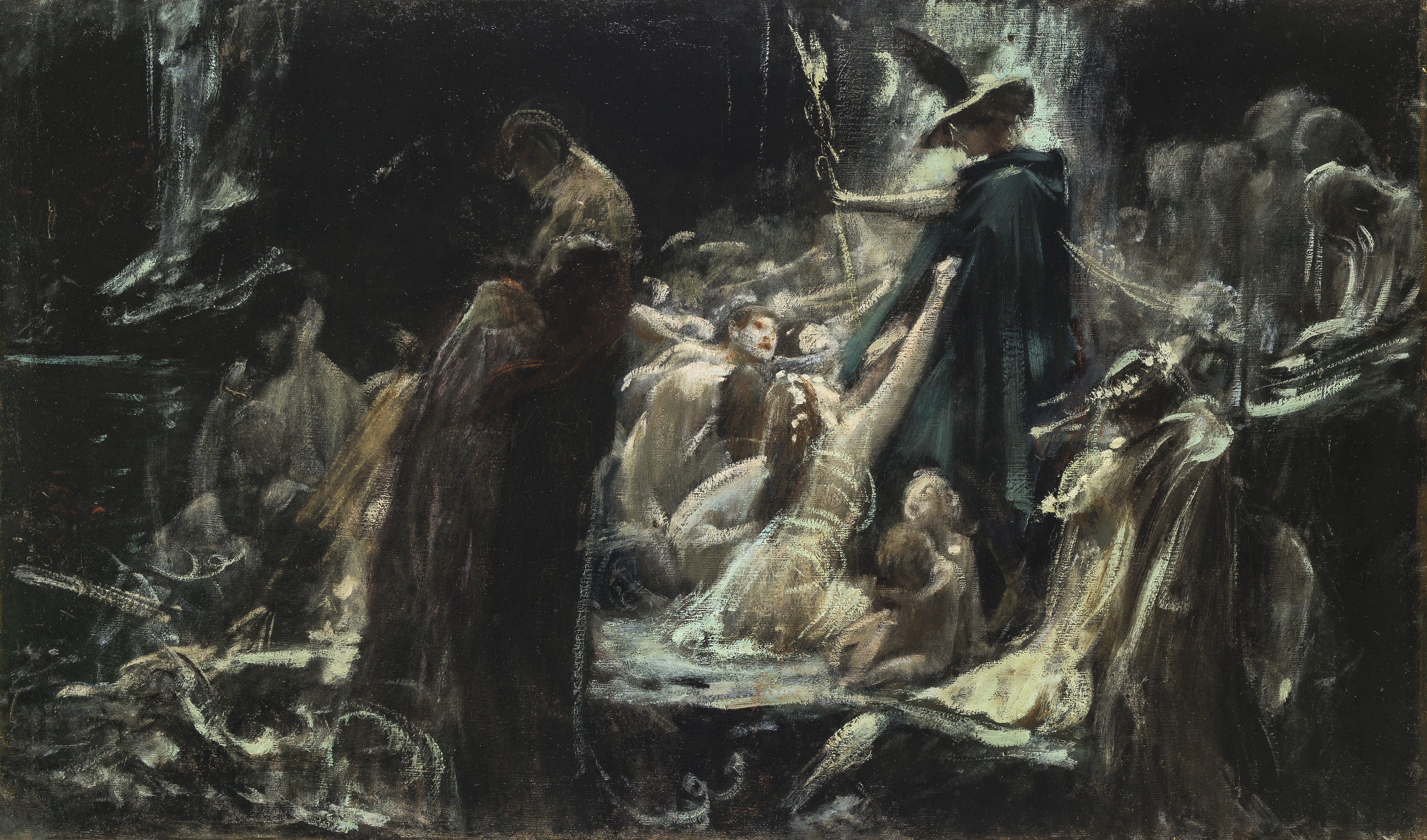
Die Seelen am Acheron, um 1898, Studie zu dem gleichnamigen Gemälde in der Österreichischen Galerie Belvedere, Wien
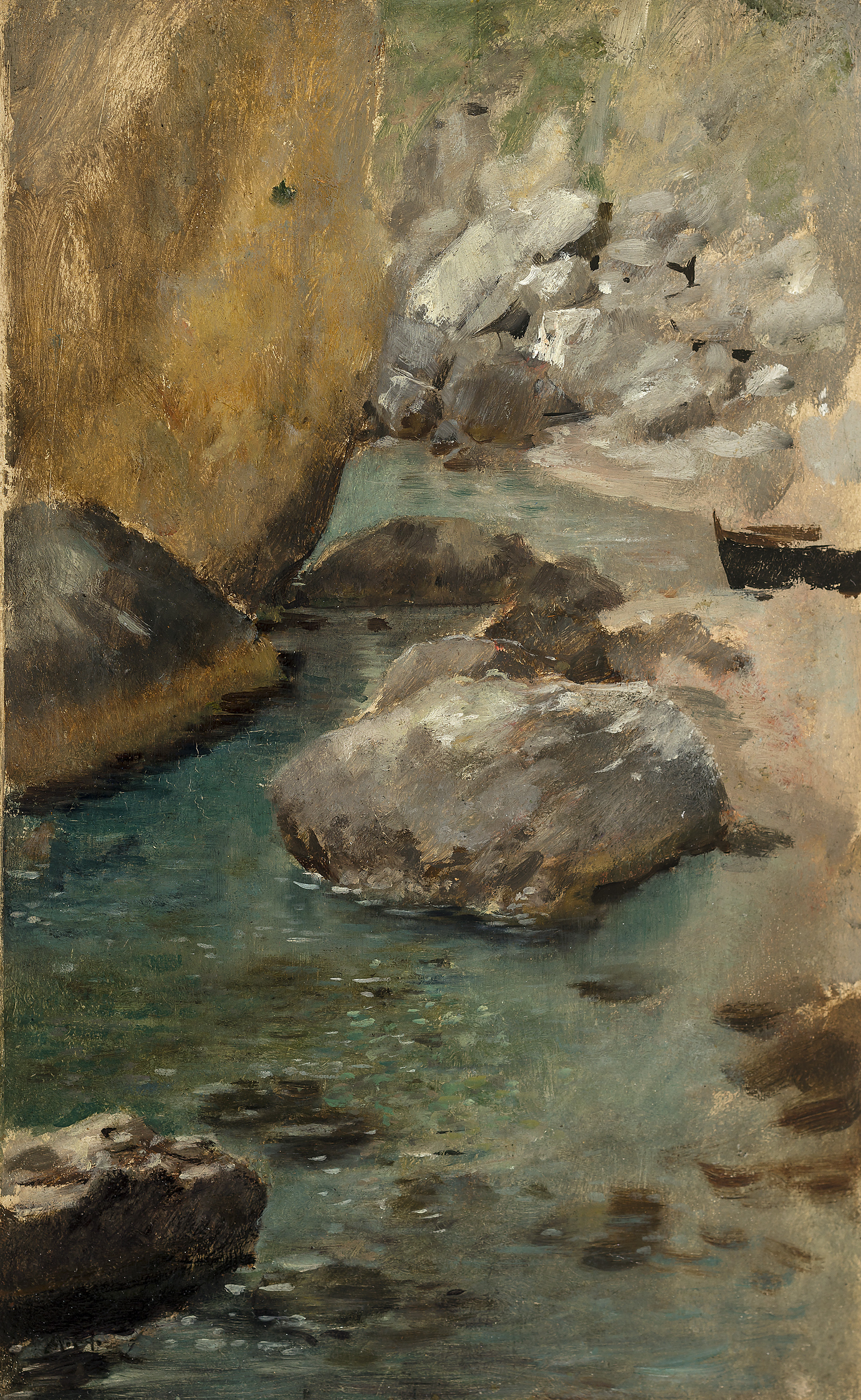
Italienische Bucht, um 1900
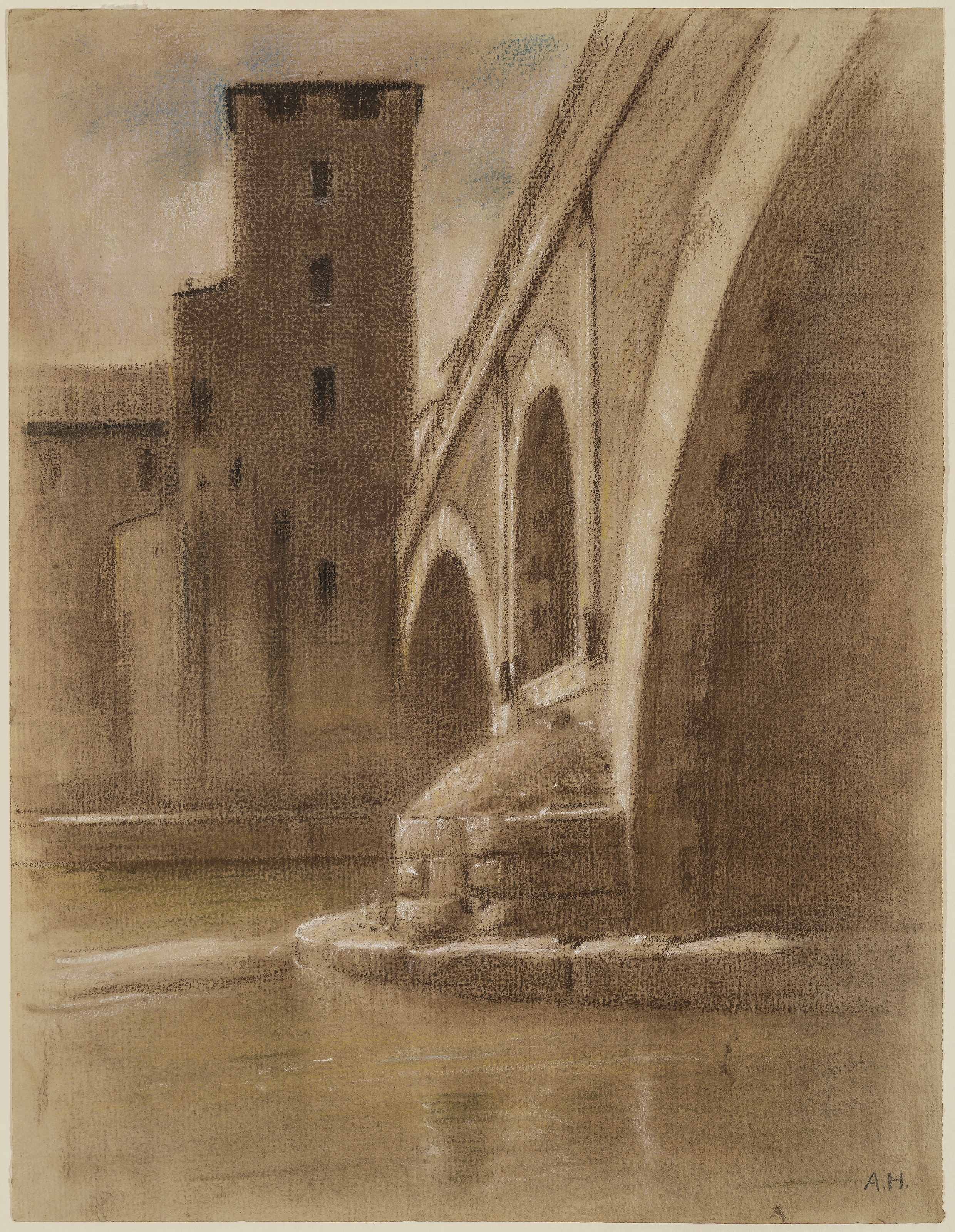
Der Ponte dei Quattro Capi in Rom, um 1910
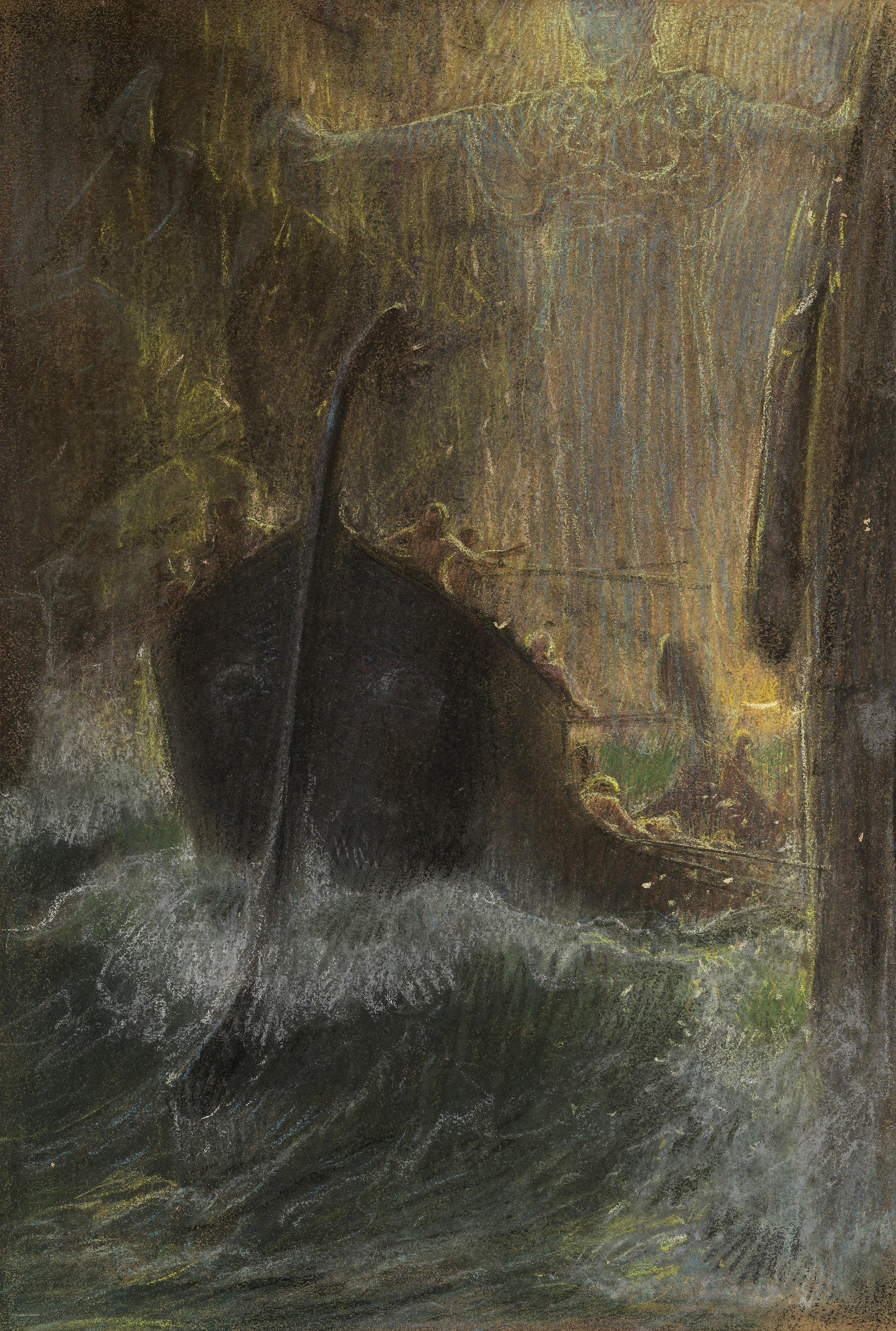
Zwischen Skylla und Charybdis, um 1910